# Hindavi Swarajya
Hindavi Swarajya (हिन्दवी स्वराज्य; IPA: Hindavī Svarājya) ("auto-governo del popolo Indù") è un termine per movimenti sociopolitici che cercano di rimuovere le influenze politiche e militari dall'India. Il termine fu per primo adottato dal maratha Shivaji in una lettera del 1645, quando combatteva per allontanare l'impero Moghul. Il termine Swarajya fu successivamente adottato da Bal Gangadhar Tilak, uno dei primi capi del Movimento d'indipendenza indiano contro l'Impero britannico..